# Старий Дєдін
Ста́рий Дє́дін (біл. Стары́ Дзе́дзін) — село в Климовицькому районі Могильовської області Білорусі. Знаходиться на правому березі річки Остер (притока річки Сож), на відстані в п'ять кілометрів від кордону з Російською Федерацією. У п'яти кілометрах на південь від села пролягає шосе Р-43 (Івацевичі — Бобруйськ — Кричев — кордон РФ) і залізниця Кричев — Рославль.

## Походження назви
Згідно з народними легендами, першим жителем цієї місцевості був дід, який прожив 125 років. Від нього і походить назва села — «Дєдін». Вчені вважають, що назва походить від слова «Дєдіна», яке використовувалося в середньовіччі і позначало тип феодального землеволодіння, відповідно до якого земля переходила від діда до онука, від прадіда до правнука. Спочатку це був центр дрібнопомісного володіння, яке охоплювало кілька сусідніх поселень: Прянички, Роськов, Івановськ, Кулешовка. Після того, як поруч з'явилося ще одне поселення з такою ж назвою, для зручності їх стали іменувати Старий Дєдін і Новий Дєдін. Ці назви збереглися досі .

## Історія села
Археологічні розкопки свідчать, що в цих місцях людина з'явилася ще за часів палеоліту. Кілька тисячоліть тому ця територія була заселена представниками фінно-угорських племен, про що свідчить походження назва річки Остер. Перші індоєвропейці прийшли сюди приблизно в другому тисячолітті до н. е.., ймовірно, з півдня, піднімаючись вгору за течією Дніпра, Сожу і їх приток. Це були балтоязичние племена. Першими слов'янськими мешканцями цієї території стали племена радимичів, які також прийшли з півдня тим же шляхом у VIII—IX ст. Зовсім поряд були знайдені і сліди кривичів, які проживали північніше, що дозволяє розглядати ці місця як змішану етнічну зону. Розкопки сусідніх з селом курганів у 1926 році виявили поховання радимичів, що відносяться до X—XIII ст.
Стародедінскій скарб (дивіться нижче), який був заритий у кінці X століття, може свідчити про наявність поселення на цій території вже в той час, але не можна з повною впевненістю стверджувати, що це було село Дєдін або його прямий попередник. Тим не менш, 985 рік був прийнятий як сімволічна дата заснування села, і влітку 2010 року було урочисто відзначено її 1025-річний ювілей . Власне поселення під назвою Дєдін, згідно з дослідником М. Спірідоновим, уперше згадується в документах XVI століття. Археологи знайшли сліди садиб, які відносяться до XIV—XVIII століть .

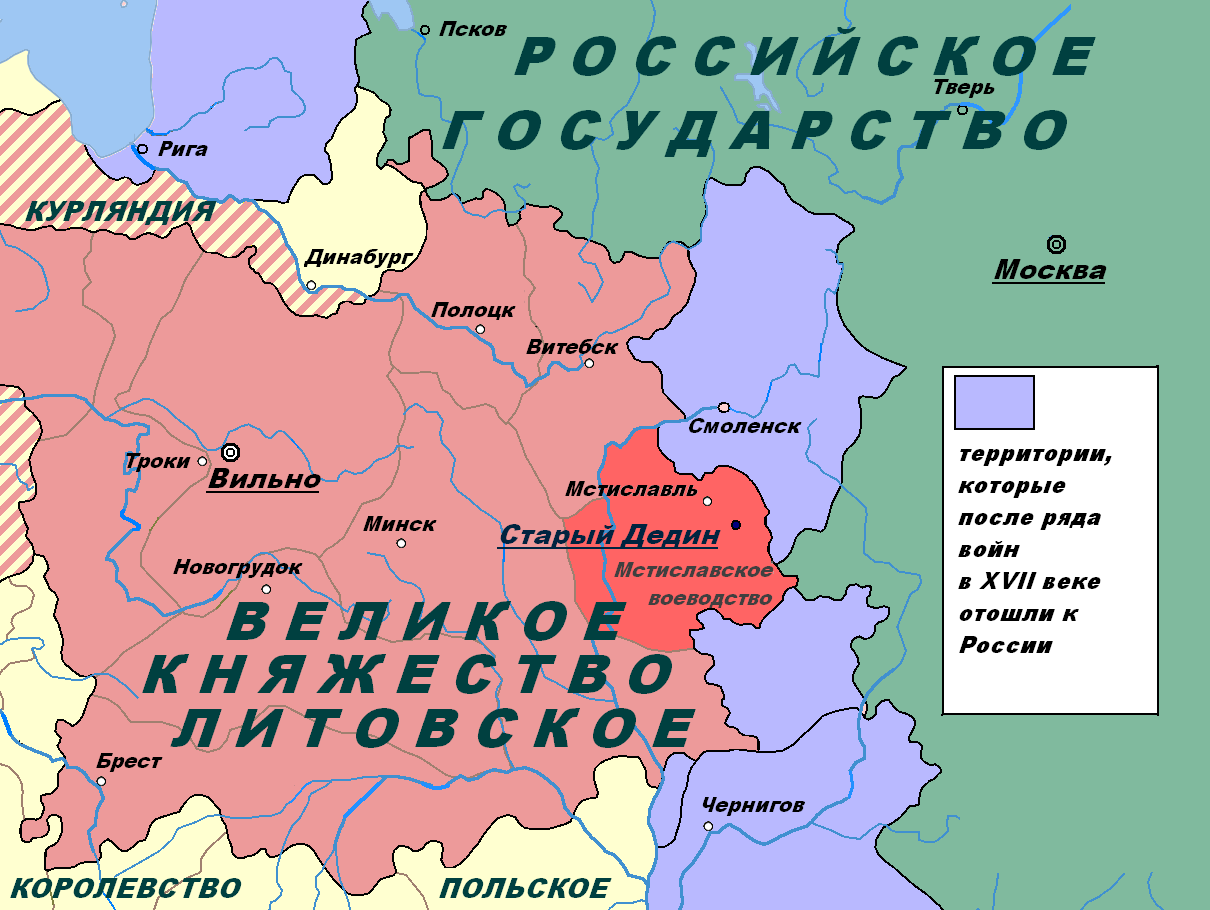
Старий Дєдін на політичній карті XVII—XVIII ст.

У XII—XIV ст. ця територія входила до складу Смоленського князівства, з XIV століття — до складу Великого князівства Литовського. Після того, як почалися московсько-литовські війни та ВКЛ понесло значні територіальні втрати, Дєдін опинився поруч з новою кордоном, через що постійно страждав від воєн протягом наступних двох століть. У 1740—1744 рр.. Дєдін торкнулося Кричевської повстання під проводом Василя Ващіли.
Старий Дєдін увійшов до складу Російської Імперії після першого поділу Речі Посполитої, в 1772 році. У Климовицькому повіті адміністративно село входило в Хотовіжскую волость . Одночасно в релігійному плані село ставилося до приходу Кулешовське церкви.
Під час першої світової і радянсько-польської війн Старий Дєдін не раз перебував у прифронтовому положенні, але лінія фронту до нього так і не дійшла.
У 1924 році Старий Дєдін увійшов до складу БРСР після першого збільшення її території. Спочатку село ставилося до Климовицькому району Калінінського округу. Після встановлення сучасного територіально-адміністративного поділу в 1938 році вона стала ставитися до Могилевської області.
Під час Німецько-радянської війни Старий Дєдіна був окупований на початку серпня 1941 року, звільнений у кінці вересня 1943 року . На фронтах війни загинуло 138 осіб, вихідців із села.
Зараз село відноситься до Кіселевобудскому сільраді. Станом на 1 січня 1994 в ній проживав 251 чоловік . У цей час проживає близько 200.

## Місцеві традиції
Селяни зберігають традиції, за якими жили їхні предки протягом століть. Під керівництвом Галини Брикової вже сорок років діє фольклорно-етнографічний ансамбль «Астранка», що отримав назву від річки Остер, учасники якого збирають і виконують місцеві народні пісні. Кілька разів в село приїжджали спеціалісти з Ленінградського університету, щоб їх прослухати та записати . Старий Дєдін славиться і своїми традиціями гончарства та ткачетва, які підтримує Віра Терентіївна Столярова .
Старий Дєдіна також відомий своїм давнім обрядом викликання дощу. Сутність його полягає в тому, що під час сильної посухи жінки «орють» річку Остер плугом, наперво при цьому пісні, які, як припускають вчені, в далекі часи використовувалися для викликання духу дощу. Цей обряд є дуже давнім і має глибоке язичницьке коріння .

## Стародедінскій скарб
Село Старий Дєдіна стала відомою після того, як тут було знайдено влітку 1926 року один із найдревніших скарбів Білорусі.
Селянин Трохим Гудков орав свою ділянку землі і побачив глиняний горщик з незнайомими монетами. Алесь і Павло Прудникова написали про знахідку в газету «Беларуская вьоска». Лист передали до Академії Наук БРСР. Монети доставили до Мінська. Після детального аналізу виявилося, що скарб був похований між 980 і 985 роками. Було знайдено 204 монети. У їх числі: 201 куфічних дирхам, 2 німецьких денарії і візайнтійскій міліарисії. Знайдені у скарбі дирхама карбувалися в Антіохії, Багдаді, Хамадані, Ісфахані, Балху, Самарканді, Бухарі та інших місцях. Можливо, скарб належав багатому купцю, який вирішив вберегти його тут у таємному місці, оскільки через дану територію, по всій видимості, проходило одне з відгалужень торгового шляху з варяг у греки .
Скарб знаходився в Білоруському державному музеї. На жаль, він був загублений під час Німецько-радянської війни.
Влітку 2010 року біля в'їзду в село був встановлений пам'ятний камінь з написом про знамениту знахідку 1926 року.

## Видатні особистості
Стародедінская земля дала Білорусі кілька видатних людей. Серед них:
- Іван Демиденко, доктор ветеринарних наук, професор, заслужений діяч науки УРСР
- Микола Ковальов, доктор ветеринарних наук, професор
- Лідія Кирпиченко, заслужений вчитель БРСР
- Віталій Маханько, інженер-конструктор ракетно-космічної корпорації «Енергія» імені С. П. Корольова
- Олесь Прудніков, білоруський поет
- Павло Прудніков, білоруський поет, заслужений діяч культури Республіки Білорусь [12]

Поет Павло Прудніков присвятив своєму рідному селі такі рядки:
'Ты, як віцязь, стаіш на ўзбярэжжы Астра

З маладою, юнацкай усмешкай.

Пільна слухаеш гоман і хваляў, і траў,

І птушыны канцэрт на узлеску '.

## Зовнішні посилання та література
- Климовицькому районна газета «Рідна нива». Офіційний сайт (біл.). Архів оригіналу за 9 травня 2012. Процитовано 31 серпня 2010.

- Памяць: Гіст.-дакум. хроніка Клімавіцк. р-на. — Мн.: Універсітэцкае, 1995. — 645 с.: іл.
- Супутниковий знімок села - Вікімапія (російською) . Архів оригіналу за 9 травня 2012. Процитовано 31 серпня 2010.